# 三爱、三反、三感恩、三祝愿
三爱、三反、三感恩、三祝愿是2017年起中国新疆维吾尔自治区各地开展的大规模学习、背诵活动。

## 起源
三爱、三反是“三爱三反”发声亮剑系列活动的简称。“三爱、三反”的字面含义为“热爱党、热爱祖国、热爱中华民族大家庭，反分裂、反极端、反暴力”。根据中共中央统一战线工作部网站的报道，该口号源于中共中央总书记习近平在2017年春节前给库尔班·吐鲁木后人回信。习近平总书记在信中表示，期望他们继续做热爱党、热爱祖国、热爱中华民族大家庭的模范。随后，2017年4月11日，乌鲁木齐召开了“新疆维吾尔自治区各民族团结进步座谈会”，该会议被中共新疆维吾尔自治区党委机关报《新疆日报》称为“‘三爱三反’发声亮剑系列活动的第一场活动”。紧接着新疆各地以各种形式开展了“‘三爱三反’发声亮剑系列活动”。

## 开展
三感恩、三祝愿是2017年5月起新疆各地开展的学习、背诵活动，字面含义为“感恩习近平总书记、感恩中国共产党、感恩伟大祖国，祝愿习近平总书记身体健康、祝愿伟大祖国繁荣昌盛、祝愿各族人民团结和谐。”。